# Du Lễ
Du Lễ là một xã thuộc huyện Kiến Thụy, thành phố Hải Phòng, Việt Nam.
Xã Du Lễ có diện tích 3,02 km², dân số năm 2004 là 4649 người, mật độ dân số đạt 1539 người/km².